# Henrique Coelho
Henrique Coelho (Uberlândia, 17 de fevereiro de 1993) é um jogador profissional brasileiro de basquete. Com apenas 18 anos já atuava pela Unitri/Uberlândia, equipe profissional da cidade.
Foi convocado e disputou competições pela seleção mineira e brasileira nas categorias de base, tendo disputado também competições de habilidade no exterior.
Defendeu o Minas Tênis Clube (basquete) de Belo Horizonte, clube no qual obteve projeção nacional e foi eleito o destaque jovem do NBB 2013/2014 (melhor jogador do NBB de até 22 anos), quando terminou a temporada com médias de 9,5 pontos, com direito a aproveitamentos de 57,1% nos arremessos de dois pontos e 84,3% nos lances livres, e 2,0 assistências em 22,9 minutos por partida.
Atualmente joga no Novo Basquete Brasil (NBB) pelo Botafogo.